# Adetus brousii
Adetus brousii är en skalbaggsart som först beskrevs av Horn 1880.  Adetus brousii ingår i släktet Adetus och familjen långhorningar. Inga underarter finns listade i Catalogue of Life.